# Phimochirus californiensis
Phimochirus californiensis är en kräftdjursart som först beskrevs av James Everard Benedict 1892.  Phimochirus californiensis ingår i släktet Phimochirus och familjen eremitkräftor. Inga underarter finns listade i Catalogue of Life.